# Sinophorus dilatus
Sinophorus dilatus är en stekelart som beskrevs av Sanborne 1984. Sinophorus dilatus ingår i släktet Sinophorus och familjen brokparasitsteklar. Inga underarter finns listade i Catalogue of Life.